# Stjepan Praska (ban)
Stjepan Praska (lat. Stephanus Prasca) bio je hrvatski ban i carski protospatar. 